# Guy Ier Embriaco
Guy Ier Embriaco (italien : Guido Embriaco), ou Guy Ier du Gibelet, mort après septembre 1238, est un noble d'origine génoise. Il est le fils aîné d'Hugues III Embriaco, seigneur du Gibelet, et de son épouse Étiennette de Milly.
Après la mort de son père vers 1196, il lui succède comme seigneur du Gibelet, bien que celle-ci soit entre les mains des musulmans depuis la bataille de Hattin en 1187. Mais grâce à l'engagement de sa mère, il réussit à récupérer la seigneurie du Gibelet après la croisade d'Henri VI en 1197.
En 1217, il prend part à la cinquième croisade aux côtés du duc Léopold VI, puis rejoint le siège de Damiette, en Égypte, en 1218 et 1219 auprès du roi de Jérusalem Jean de Brienne. 
Il était en conflit avec la famille Ibelin et soutient donc le camp de l'empereur dans la sixième croisade de Frédéric II, avec Balian Granier, comte de Sidon. Il combat alors dans l'armée de l'empereur et prend part à la conquête de Nicosie à Chypre en août 1228.
En 1204, il épouse Alix d'Antioche, fille du prince d'Antioche Bohémond III et de sa troisième épouse Sibylle, avec qui il a cinq enfants :
- Marie Embriaco ;
- Henri Ier Embriaco, qui succède à son père ;
- Raymond Embriaco, qui devient chambellan d'Antioche ;
- Bertrand Embriaco ;
- Agnès Embriaco, qui épouse Barthélemy de Saint Siméon, seigneur de Soudin.

Il apparait pour la dernière fois dans les archives en septembre 1238 et meurt sans doute peu après. C'est son fils Henri Ier Embriaco qui lui succède en tant que seigneur du Gibelet.